# New Scientist
New Scientist (Científic Nou, en català) és una publicació setmanal internacional i una pàgina web que cobreix els recents desenvolupaments científics en ciència i tecnologia per a una audiència general de parlants en anglès.
Fundada el 1956, és publicada per Reed Business Information Ltd, una subsidiària de Reed Elsevier. New Scientist ha mantingut una pàgina web des de 1996, publicant notícies diàries. També publica successos ordinaris i notícies de la comunitat científica.